# جيورجي دوزا
جيورجي دوزا (György Dózsa) أو جيورجي سيكيلي (György Székely)، (بالرومانية: Gheorghe Doja) (ق. 1470م – 20 يوليو 1514م) كان رجلًا سيكيلي مسلحًا من ترانسيلفانيا، بمملكة المجر. قاد ثورة الفلاحين ضد النبلاء من ملاك الأراضي في المملكة أثناء حكم الملك فلاديسلاوس الثاني ملك المجر. تم قمع التمرد، والقبض على دوزا وتعذيبه وإعدامه من خلال جلوسه على العرش (الذي كان مشتعلًا وفقًا للأسطورة)، وتوج بالحديد الساخن، ثم أكله أتباعه حيًا تحت الإكراه، ثم تم تقطيعه إلى أجزاء.

## نسبه وحياته المبكرة
كان جيورجي دوزا من أصول سيكيلية ولذلك كان معروفًا لدى معاصريه باسم جيورجي سيكيلي.   استنادًا إلى المصادر الأولية، من المحتمل أن عمره كان في الأربعينيات أو الخمسينيات عند إعدامه وبالتالي لابد أنه وُلد حوالي عام 1470م.  ولا يوجد شيء معروف عن أصوله أو عائلته أو حياته المبكرة. وقد اقُترح أن مكان ميلاده هو دالنوك (دالنيك اليوم، رومانيا ).  وقد أكد المؤرخ ماركي ساندور (Márki Sándor) في سيرته الذاتية لدوزا عام 1913م أنه كان الرجل الذي تم تحديده في وثيقة محكمة عام 1507م باسم جورجيوس دوسا سيكولوس دي ماكفالفا (غنداري اليوم، رومانيا) وبالتالي كان من عائلة دوزا التي تنتمي إلى فرع سوفات (Szovát) من عشيرة أورلوتش (Örlőcz).  ولكن تم التشكيك في هذا الأمر، حيث كانت أسماء العائلات القريبة من اسم عائلة دوزا (Dózsa) "شائعة جدًا" في ذلك الوقت في ترانسيلفانيا.  اقترح المؤرخ ماركي ساندور شجرة عائلة تبدأ بـأندرياس دوزا (András Dózsa) الذي عاش في بداية القرن الخامس عشر في ماروسزك (Marosszék) وكان أبناؤه، تاماس وآدام، قد انتقلوا بعد ذلك إلى دالنوك وأسسوا هناك أسرًا. تاماس، فاجدا (قائد المشاة) أصبح والد جيورجي دوزا.  يشكك باتاكي في هذا، لأن السيكليس من رتبة لوفو (كما افترض المؤرخ ماركي ساندور) كانوا يعتمدون على أراضيهم لتحديد مكانهم في التسلسل الهرمي الاقتصادي والاجتماعي، الأمر الذي جعلهم مترددين في بيع أو تبادل أراضيهم، على الرغم من أنهم فعلوا ذلك في بعض الأحيان. لذلك، فهو يعتبر أنه من غير الثابت أن جيورجي دوزا من دالنوك هو نفس الشخص المسجل على أنه من ماكفالفا في وثيقة المحكمة عام 1507م. 

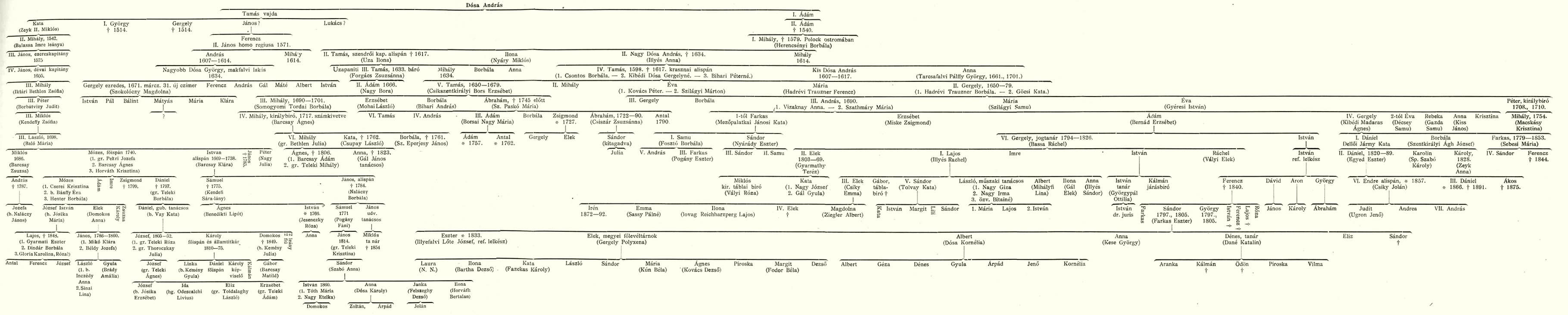
سلسلة أنساب مقترحة لعائلة دوزا، رسمها المؤرخ ماركي ساندور. لا تُعتبر مثبتة بشكل كاف.

كان لدوزا أخ أصغر، هو جيرجيلي دوزا (Gergely Dózsa أو Gregory Dózsa)، الذي أُعدم معه. تشهد المصادر المعاصرة أن والد دوزا كان لديه أربعة أبناء. بالإضافة إلى جيورجي وجيرجلي، أسمائهم: يانوس (يوحنا)، ولوكاس، ومينيهيرت (ملكيور). وبما أن لوكاس يُنسب إليه عادةً الأعمال المنسوبة إلى جيرجيلي في مصادر أخرى، فمن المحتمل أن يشير الاسمان إلى نفس الشخص. من المفترض أن مينيهيرت أصبح بان (جاكم) لكرواتيا، ولكن هناك القليل من المؤرخين مَن يدعم هذا الارتباط. يقترح المؤرخ ماركي ساندور أن يوحنا ربما كان هو نفسه يوحنا سيكيلي الذي حرض على التمرد بين الساكسونيين الترانسيلفانيين في 1513م-1514م،  لكن المؤرخ باتاكي يعارض ذلك.  يدعي المؤرخ ماركي ساندور أن العائلة لا تزال تضم أفرادًا في عام 1913م، ينحدرون من آدم دوزا، عم جيورجي دوزا.  ومع ذلك، لم يجد باتاكي أي سجل لأشخاص يحملون اسم دوزا يعيشون في دالنوك أو بالقرب منها في تعداد عام 1602 أو التعداد الأكثر شمولاً عام 1614م، على الرغم من أن العديد من عائلات لوفو والنبلاء الذين يحملون اسم سيكيلي عاشوا هناك.  يجادل المؤرخ ماركي ساندور أيضًا بأن دوزا كان لديه أخت، كاتالين، التي تزوجت من ميكلوس زيك، المؤيد المستقبلي للملك يوحنا زابوليا. 

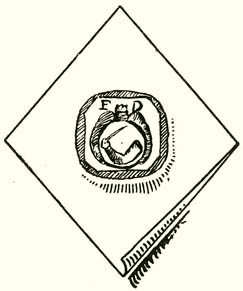
ختم عائلة دوزا من عام 1677م.

من المحتمل أن دوزا لم يتلق قدرًا كبيرًا من التعليم، ويبدو أنه كان أميًا. نشأ في زمن الاضطرابات الاجتماعية الواسعة والتمردات الصغيرة. خلال عهد الملك ماتياس كورفينوس ، الذي غطى ما كان على الأرجح طفولة دوزا، كان الفلاحون يتعرضون لضرائب جائرة؛  بعد وفاة ماتياس في عام 1490، اندلعت حرب الخلافة المجرية بين يوحنا كورفينوس الابن غير الشرعي للملك الراحل، والإمبراطور ماكسيميليان الأول، وشقيقين من سلالة جاجيلونيان، جون ألبرت وفلاديسلاف . أثر الصراع على ترانسلفانيا، حيث دعم السيكيليس فلاديسلاوس. وبعد انتصاره، عانوا رغم ذلك من طغيان الحاكم إستفان باتوري، الذي كان يبتز الإيجارات والضرائب عن طريق التعذيب والترهيب. فر العديد من السيكيليين من البلاد، وأدت تصرفات باتوري في نهاية المطاف إلى ثورة ناجحة لاستبداله في ديسمبر 1492. حتى بعد ذلك، كانت الفترة التي كانت على الأرجح فترة شباب دوزا وبداية مرحلة البلوغ مليئة بالثورات والتمردات، وكان أعنفها في عام 1506م. 
إذا كانت وثيقة المحكمة الصادرة عام 1507م عن جورجيوس دوسا سيكولوس دي ماكفالفا تشير بالفعل إلى دوزا، إذن فهو قد ارتكب جريمة سطو عنيفة في سوق في ميدجيز (ميدييش، رومانيا اليوم) في ذلك العام، مما أسفر عن مقتل العديد من التجار. وتطلب الوثيقة معاقبته وإبعاده من أجل الحفاظ على سلامة المجتمع.  ومع ذلك، فإنه لا يزال من غير الواضح ما إذا كانت هذه القضية تتعلق بدوزا أو برجل آخر يحمل اسمًا مشابهًا.  تقول التقاليد العائلية التي رواها المؤرخ ماركي ساندور أن دوزا كان رجلاً "طويل القامة وقويًا" وشعره بني مجعد وله قوة بدنية استثنائية، ولكن لا توجد صور أو أوصاف معاصرة له. 

## مهنة المرتزقة والبطولة
وقد ادعى المؤرخ ماركي ساندور  وقبله باتاكي أن دوزا شارك في حملة جون زابوليا عام 1513 ضد القوات العثمانية.  ومن المرجح أنه انضم بعد ذلك إلى الدفاع عن ناندورفيهرفار (بلغراد، صربيا اليوم). وتذكر المصادر أنه كان قائدًا لسلاح الفرسان يتمتع بشجاعة كبيرة أثناء هذا الحصار. تحكي هذه الحكايات قصة تغلبه على البطل العثماني، بك سباهيس سزيندرو (سميدريفو اليوم، صربيا)، الملقب بعلي من إيبيروس ، في مبارزة في 28 فبراير 1514. كان علي مبارزًا عظيمًا، وقد تسبب بالفعل في مقتل العديد من الشجعان المجريين أثناء مبارزاته. 

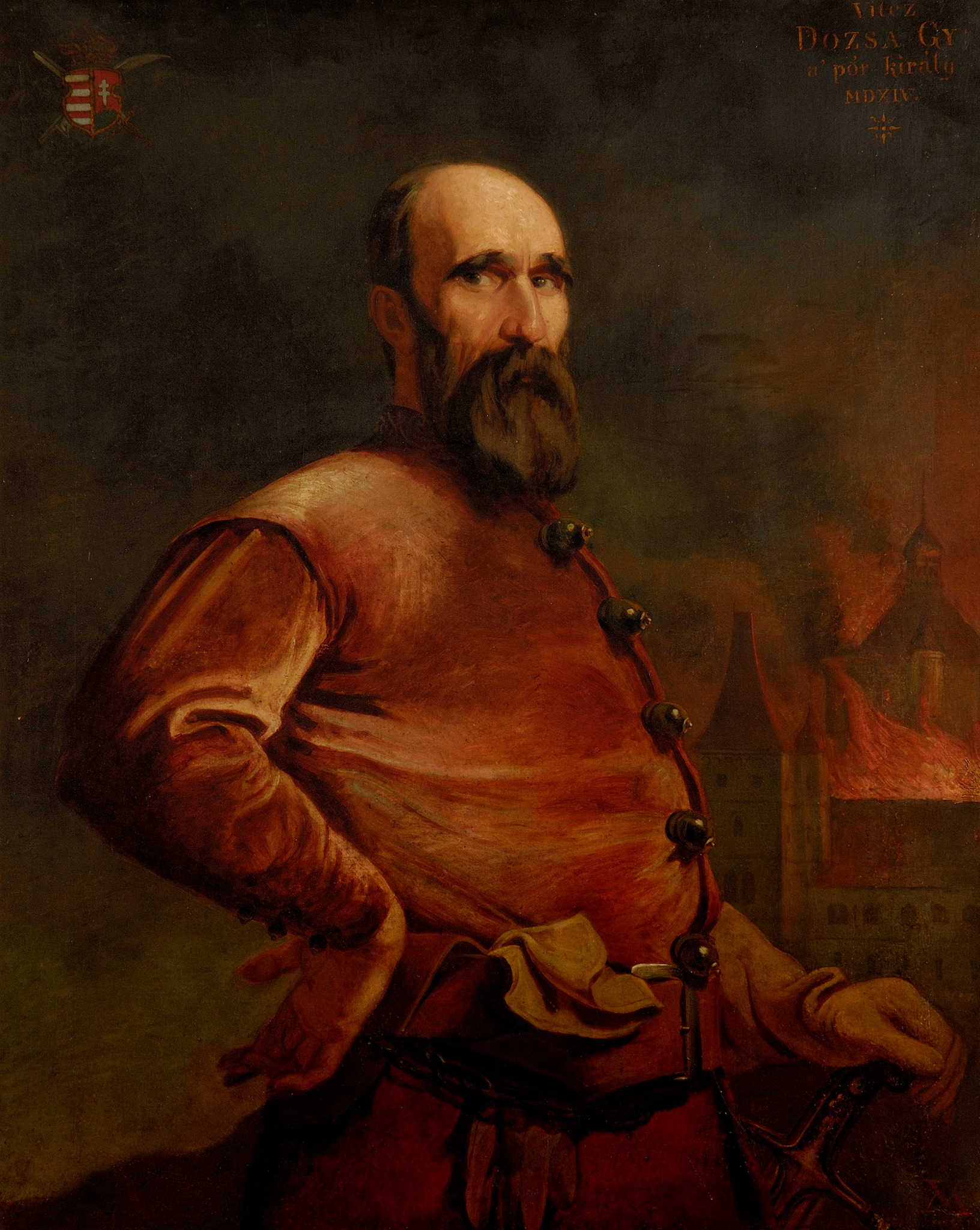
رسم لجيورجي دوزا من عام 1913م بعد وفاته.

كانت رغبة دوزا في المجد تتزايد، وحاول زملاؤه الجنود عبثًا ثنيه عن تحدي البطل العثماني المخيف في مبارزة. وفقًا للأسطورة، غضب دوزا من إهانة المجريين وأراد أيضًا أن يأخذ "حصانه الرائع" لنفسه. في الرواية الشعبية، خاض الرجلان معركة بالرماح أولاً ثم بالسيوف في حقل خارج قلعة ناندورفيهرفار، وقام دوزا بقطع يد علي اليمنى المغطاة بالدروع "إلى قطعة واحدة" ثم قتله. على الرغم من عدم وجود دليل قاطع على كيفية حدوث المبارزة بالضبط، يبدو أنها كانت تعتبر مهمة: كافأ الملك فلاديسلاوس دوزا بلقب نبيل، وقرية، وشعار النبالة. تزعم بعض الروايات أن دوزا طالب بجائزة بنفسه، فوصل إلى بودا برسالة توصية من قائده، بينما يزعم آخرون أنه تم استدعاؤه من قبل البلاط الملكي. ولعله أخذ ذراع علي اليمنى هناك دليلاً على انتصاره.  وبفضل هذا الفوز، اكتسبت دوزا شهرة وشهرة على الصعيد الوطني.
وتزعم أحد المصادر أن دوزا ارتكب جريمة قبل وصوله إلى المحكمة. ويقال إنه حصل على مكافأة كبيرة من الملك بمبلغ كبير من المال، وهو ما رفضه أمين الصندوق اسطفان تيليجدي أن يعطيه له. عندها، قتل دوزا جامع الضرائب الملكي، وسرق منه ثلاثة آلاف قطعة ذهبية ، وهدد بالانضمام إلى العثمانيين. خشيت المحكمة من أن يتمكن دوزا من فتح ناندورفيهرفار للعدو، فاشترت ولاءه بمائتي قطعة ذهبية وحصانين في خيول ذهبية وفضية. ومع ذلك، لا يعتقد المؤرخ ماركي ساندور أن هذا قد حدث، حيث لم يكن لدى المحكمة أي سبب لمكافأة جندي هدد بالخيانة بدلاً من إعدامه. 
عندما وصل دوزا إلى بودا، تصف بعض المصادر الأولية تعرضه للتوبيخ من قبل ميكلوس تشاكي ، أسقف تشاناد، على جرائمه. ثم اشتكى دوزا إلى الكاردينال تاماس باكوز ، رئيس أساقفة إزترجوم (Esztergom) ، الذي أعطاه قيادة الصليبيين كتعزية. من غير المرجح أن يحدث هذا بهذه الطريقة. ومع ذلك، تم تكريم دوزا من قبل الملك، وتم مضاعفة أجره. وقد أعطي له قرية تضم أربعين أسرة تقع بين ناندورفيهرفار وتيميشوارا، بالإضافة إلى مائتي قطعة ذهبية. تم تجديد شعار النبالة الخاص بعائلته أيضًا (أو تم إعطاؤه له لتكريمه، حيث أنه من غير الواضح ما إذا كان أسلافه من النبلاء) وتم تضمين ذراع مقطوعة نازفة تحمل سيفًا عليها. استنادًا إلى الأردية القرمزية المطرزة بالذهب والسلسلة الذهبية التي أعطيت له، يدعي المؤرخ ماركي ساندور أن دوزا كان مكافأً بمستوى أعلى من مجرد لقب فارس بسيط وكان من الممكن أن يأمل في الحصول على وظيفة في البلاط الملكي. 

## حملة الفلاحيين

### خلفية
في 9 مارس 1513م، تم انتخاب البابا ليون العاشر، وكان متحمساً لطرد العثمانيين من أوروبا. في 17 يونيو 1513م، نشر مرسومًا باباويا يسمح بشن حملة صليبية على العثمانيين، وعين رئيس الأساقفة باكوتش (Bakócz) لتنظيمها. لم يدعو المرسوم البابوي الأمراء الأوروبيين بل الشعوب إلى خوض الحرب المقدسة ووصف مسبقًا أي شخص من شأنه أن يعيق الحملة الصليبية بالخونة. وعندما عاد باكوتش إلى المجر، حذره الملك من أن البلاد تعاني من ضائقة مالية وغير قادرة على توفير حتى أهم القلاع على الحدود.  كان هناك نقاش بين كبار البارونات في البلاد حول حكمة إطلاق حملة صليبية: فقد زعم باكوتش أن المجر بحاجة إلى استغلال الصراع الداخلي في الدولة العثمانية من أجل حمايتها والذهاب ضدهم بأكبر جيش ممكن، مع الأخذ في الاعتبار أن المساعدات الأجنبية غير مرجحة. اعتقد أمين الصندوق، استفان تيليجي، أنه من الحكمة عدم تجنيد عامة الناس: حيث أن العدد الكبير من الفلاحين المفقودين سيكون مدمرًا للزراعة في البلاد خلال الصيف، كما أن العمال الزراعيين غير المدربين ليس لديهم قيمة عسكرية تذكر. اقترح فقط طلب التبرعات من عامة الناس والاعتماد على <i id="mw8w">أموال</i> النبلاء للحملة الصليبية.  فاز الحزب الذي كان يؤيد حملة الفلاحين، وتم نشر المرسوم في 9 أبريل. وقد رتب الملك إعادة توجيه العشور لتمويل العمليات. 

### التوترات الاجتماعية ودور الفرنسيسكان
أوكل باكوتش مهمة التجنيد إلى الرهبنة الفرنسيسكانية، ربما في 25 أبريل 1514م. وبفضل عمل الرهبان ، كان هناك حوالي 15,000 متطوع في المخيم في بيست خلال أسبوعين.  ومع ذلك، كانت هناك أيضًا أنباء عن قيام الرهبان بالتحريض ضد النظام الإقطاعي في جميع أنحاء البلاد. كانت هناك مفاهيم جذرية للمساواة الاجتماعية بين الفرنسيسكان المجريين لعقود من الزمن. كان الرؤساء قلقين بشأن ميل الرهبان إلى التشكيك في السلطة على أساس أنهم مدينون بالطاعة لله فقط،  وبإلقاء الرهبان الشباب خطابات مطولة تستند إلى الكتب المقدسة بدلاً من تكرار التفسيرات التقليدية.  ومنذ بداية العقد الثاني من القرن السادس عشر، تفاقمت هذه الظواهر بسبب الرؤى المروعة التي ادعى بعض الفرنسيسكان أنهم رأوها. في عامي 1512م و1513م، يبدو أنه كانت هناك حركة من الرهبان الشباب الذين عصوا الأوامر وانتقدوا الأساقفة ورؤساء الأديرة علانية. 
كانت أيديولوجيات الإصلاح الديني المبكرة، وخاصة تعاليم جان هوس، موجودة في المجر لعقود من الزمن، وكان لدى العديد من المتطوعين أهداف اجتماعية وسياسية في الاعتبار عند الانضمام إلى الحملة الصليبية.   نظم الفرنسيسكان "تجمعات" في أجزاء عديدة من البلاد، مما أثار قلق اللوردات. وحث الرهبان وأنصارهم الفلاحين على رفض دفع الإيجارات والضرائب المستحقة للملك ولملاك الأراضي، وأعلنوا العصيان العام للرؤساء. وكانت هناك دعوات للعنف ضد جامعي الضرائب والمسؤولين. وصلت التوترات إلى حد الثورة المفتوحة قبل 15 مايو 1514م، ولكن في العشرين على أقصى تقدير، وتم تحذير باكوتش قبل بضعة أيام من الخامس عشر من الهجمات ضد القصور وإمكانية اندلاع انتفاضة واسعة النطاق. 

### التجنيد
في البداية، تجمع المتطوعون ببطء، إذ لم يكن في المخيم سوى ثلاثمائة شخص بحلول 24 أبريل/نيسان. يزعم مصدر معاصر أن دوزا ذهب إلى باكوتش "منزعجًا للغاية"، طالبًا تعيينه زعيمًا للحملة الصليبية من أجل حماية الفلاحين من الاستغلال. يُقدم أحد المؤرخين التفسير بأن دوزا كان في الواقع يريد استخدام جيش الفلاحين للانتقام من اللوردات الذين حجبوا عنه مائتي قطعة ذهبية من المكافآت. على الأقل في ذلك الوقت، لم يتم تعيينه زعيمًا، وقصة طلبه للقيادة غير محتملة. 
كان اختيار القائد مشكلة بالنسبة للحملة الصليبية: كان اللوردات "يسخرون" من عامة الناس، ولم يكن أي منهم يتمتع بالشعبية الكافية. كان باكوتش بحاجة إلى العثور على شخص من أصول نبيلة (للدفاع عن فكرة أن الجيوش يجب أن يقودها النبلاء)، ولكن ليس قوياً بما يكفي لإثارة غيرة اللوردات البارزين في البلاد؛ وكان يحتاج أيضاً إلى أن يكون محبوباً بدرجة كافية من قبل الفلاحين وأن يمتلك بعض الخبرة العسكرية. وفقًا للمؤرخ ماركي ساندور، كانت هذه هي الأسباب التي دفعت رئيس الأساقفة إلى الدخول في محادثات مع دوزا، الذي كان لديه خبرة حديثة في القتال ضد العثمانيين وعينه قائدًا في 24 أبريل.  ومع ذلك، لا يوجد ذكر لدوزا في المصادر المعاصرة قبل 3 يونيو 1514م، ولا يوجد دليل على أنه تم تعيينه لقيادة الصليبيين المخيمين حول بيست. تشير الدراسات الحديثة إلى أنه في هذا الوقت المبكر، كان رجل يدعى مينيهيرت هو المسؤول، ولم يتولى دوزا السيطرة إلا عندما تحول الفلاحون الساخطون إلى العنف. وتشير التقارير الدبلوماسية المعاصرة إلى أن أحد قادة المعسكر هو ميلكيور بانسر/بانكور/فانسر/فانبوسور، والذي كان على الأرجح قائدًا للمرتزقة الألمان أو التشيك. أثناء ثورة الفلاحين، كان يتم الخلط بين هذا الملكور أو مينيهيرت ودوزا في كثير من الأحيان في التقارير، ومن غير الواضح ما هي الإجراءات التي تتعلق بأي منهما في الأسابيع الأولى من الحملة الصليبية والثورة النامية. 

## زعيم ثورة الفلاحين
في غضون أسابيع قليلة، جمع دوزا جيشًا كبيرا يبلغ عدده حوالي 40 ألفًا مما يسمى <b>بالهاجدو</b> (hajdú)، تتألف في معظمها من الفلاحين، والطلاب المتجولين، والرهبان، وكهنة الرعية وهم من أدنى الفئات مرتبة في المجتمع في العصور الوسطى. وقد اجتمعوا في مقاطعاتهم، وبحلول الوقت الذي قدم لهم فيه بعض التدريب العسكري، بدأوا في التعبير عن مظالمهم بشأن وضعهم. ولم يتم اتخاذ أي تدابير لتزويد هؤلاء الصليبيين المتطوعين بالطعام أو الملابس. ومع اقتراب وقت الحصاد، أمرهم الملاك بالعودة لحصاد الحقول، وعندما رفضوا ذلك، شرعوا في إساءة معاملة زوجاتهم وأسرهم وإرسال أتباعهم المسلحين إلى الفلاحين المحليين. 
ولكن انحرفت الحركة عن هدفها الأصلي، وبدأ الفلاحون وقادتهم حربًا انتقامية ضد ملاك الأراضي. 

### أبرز القادة المنتخبين المعاونين لدوزا
لم تكن جيوش الفلاحين تثق بقيادة النبلاء، ولذلك انتخبت قادتها بأنفسهم.
- غريغوري دوزا (جيرجيلي دوزا)، الأخ الأصغر لجيورجي دوزا،
- لورانس ميزاروس (Lőrinc Mészáros)، راهب فرنسيسكاني وكاهن رعية سيجليد، والذي في إعلانه، البابا الثاني. وباسم الملك فلاديسلاوس والمبعوث، وعد بمغفرة جميع الخطايا والعقاب الآخروي لأولئك الذين يذهبون إلى الحملة الصليبية ويساعدونها ويعتنون بمرضاها، لكنه هدد بلعنات الكنيسة لأولئك الذين لا يفعلون ذلك. [29]
- "الكاهن باراباس" (باراباس)،
- أمبروز فانيا (أمبروس فانيا) من توركيف، وهو عالم لاهوت فرنسيسكاني تخرج من الجامعة، قام بتحرير إعلانات دوزا النارية للشعب، [30]
- توماس كيكسكيس (تاماس كيكسكيس) من أسزالو، [31]
- فرانسيس باجوس (فيرينك باجوس)،
- أنتوني ناجي (أنتال ناجي)، زعيم صليبيي كالوتشا، نبيل من ساركوز، [32]
- بنديكت بوجاني (بينيديك بوجاني),
- أمبروز زاليريسي (أمبروس زاليريسي)، مواطن ثري من مدينة بيست. [33] [34]

### الأهداف الاجتماعية
استناداً إلى بحث البروفيسور المؤرخ ماركي ساندور، أراد دوزا وزملاؤه المنتخبون إصلاح الكنيسة والنظام السياسي بشكل جذري. وكان هدفهم أن يكون هناك أسقف واحد منتخب للبلاد بأكملها وأن يكون جميع الكهنة متساوين في الرتبة. كما أرادوا إلغاء النبلاء وتوزيع أراضي النبلاء والكنيسة الكاثوليكية بالتساوي بين الفلاحين. لقد قرروا أنه ينبغي أن يكون هناك نظامان فقط: البرجوازية الحضرية (التجار والحرفيين) والفلاحين، وأرادوا أيضًا إلغاء المملكة كشكل من أشكال الحكم. كان دوزا نفسه يريد فقط أن يكون أمير الحرب وممثل الشعب: خاضعًا نفسه في كل شيء لقرارات الشعب.  
أصبح الرهبان الفرنسيسكان من أصل فلاحي في السابق هم أصحاب أيديولوجية الانتفاضة.  وبمساعدتهم، هدد دوزا فعليًا بطرد الجنود الفلاحين ذوي التوجهات الدينية في جيشه إذا خانوا "حركتهم الصليبية المقدسة" وأهدافهم الاجتماعية "العادلة". 

## تزايد التمرد

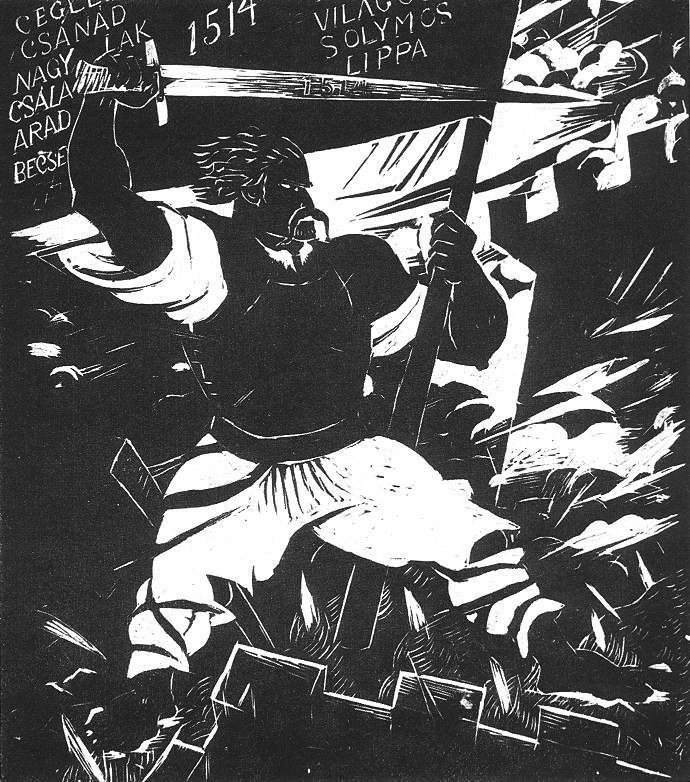
دوزا على الحائط من "سلسلة النقوش الخشبية دوزا" لجيولا ديركوفيتس ، 1928م.

أصبحت الثورة أكثر خطورة عندما انضمت المدن إلى جانب الفلاحين. وفي بودا وأماكن أخرى، كان الفرسان المرسلون لمواجهتهم غير ممسكين بالخيول أثناء مرورهم عبر البوابات. 
ولم يكن الجيش يتألف حصريا من الفلاحين ذوي الجنسية المجرية. كان جزء من الجيش، حوالي 40%، يتكون من السلوفاك والروسيين من المجر العليا ، والرومانيين من ترانسلفانيا ، والصرب من الجنوب، وربما كان هناك ألمان، لكن عددهم كان قليلًا جدًا. بعد انتشار الأخبار عن انتصارات دوزا الأولى، اندلعت أعمال شغب فلاحية في معظم أنحاء البلاد، شارك فيها أيضًا فلاحون من جنسيات أخرى، مثل السلوفاك والألمان والكروات والسلوفينيين والصرب.
انتشرت الثورة بسرعة، وخاصة في المقاطعات المركزية أو المجرية البحتة، حيث أحرقت مئات من القصور والقلاع ، وقُتل آلاف من النبلاء من الطبقة الدنيا من غير ذوي الألقاب، بالخازوق والصلب وغير ذلك من الأساليب. كان معسكر دوزا في سيغليد هو مركز الجاكيري ، حيث كانت جميع الغارات في المنطقة المحيطة تبدأ من هناك. 
وردًا على ذلك، تم إلغاء المرسوم البابوي، وأصدر الملك فلاديسلاوس إعلانًا يأمر فيه الفلاحين بالعودة إلى منازلهم تحت طائلة الموت. بحلول هذا الوقت، كانت الانتفاضة قد بلغت أبعاد الثورة ؛ حيث تم استدعاء جميع أتباع المملكة ضدها، وتم استئجار جنود الحظ على عجل من جمهورية البندقية ، وبوهيميا ، والإمبراطورية الرومانية المقدسة . وفي هذه الأثناء، استولى دوزا على مدينة وقلعة تشساناد (سيناد اليوم)، وأعلن انتصاره بطعن الأسقف والقائد . 
وفي وقت لاحق، في أراد ، تم القبض على أمين الصندوق اللورد إستفان تيليجدي وتعذيبه حتى الموت. لكن بشكل عام، لم يقم المتمردون بإعدام سوى النبلاء الأشرار أو الجشعين بشكل خاص؛ أما أولئك الذين استسلموا بحرية فقد تم إطلاق سراحهم بشروط . ولم يكن دوزا يخلف وعده فحسب، بل كان يساعد في كثير من الأحيان على هروب الهاربين. ومع ذلك، لم يكن قادرًا على السيطرة على أتباعه باستمرار، وقام العديد منهم بمطاردة منافسيه. 

## السقوط والإعدام

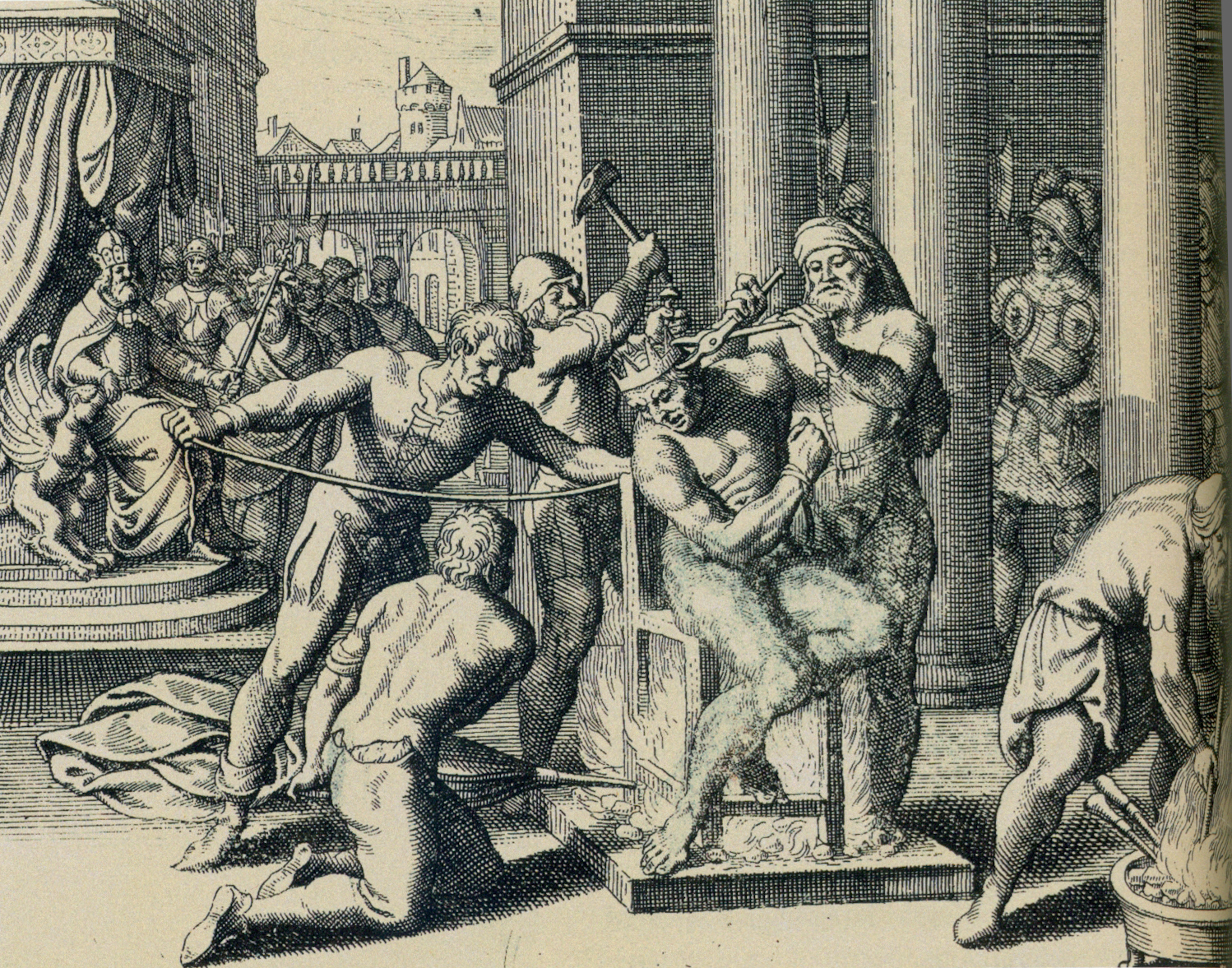
إعدام دوزا.

خلال الصيف، استولى دوزا على حصون أراد، وليبا (ليبا اليوم)، وفيلاجوس (شيريا الآن)، وزود نفسه بالمدافع والمدفعية المدربة. وتقدمت إحدى فرقه حتى وصلت إلى مسافة 25 كيلومترًا من العاصمة. لكن فلاحيه الذين كانوا مسلحين بشكل سيئ لم يتمكنوا من التنافس مع سلاح الفرسان الثقيل التابع للنبلاء. يبدو أن دوزا نفسه قد أصيب بالإحباط بسبب النجاح: بعد Csanád، أصدر إعلانات يمكن وصفها بأنها عدمية . 
وبما أن قمعه أصبح ضرورة سياسية، فقد هُزم دوزا في تيميشورا ، رومانيا حاليًا، في 15 يوليو 1514 على يد جيش قوامه 20 ألف جندي بقيادة جون زابوليا وستيفن باتوري . تم القبض عليه بعد المعركة، وحكم عليه بالجلوس على عرش من الحديد الساخن، وأجبر على ارتداء تاج من الحديد الساخن وصولجان (سخرية من طموحه في أن يصبح ملكًا). بينما كان يعاني، تم إحضار موكب من تسعة من زملائه المتمردين الذين كانوا قد ماتوا جوعًا مسبقًا إلى هذا العرش.  وكان في المقدمة شقيق دوزا الأصغر، جيرجيلي، الذي تم تقطيعه إلى ثلاثة أجزاء على الرغم من أن دوزا طلب عدم قتل جيرجيلي. وبعد ذلك، قام الجلادون بإخراج بعض الكماشات من النار وأجبروها على دخول جلد دوزا. وبعد تمزيق لحمه، أُمر المتمردون المتبقون بعض الأماكن التي تم إدخال الكماشة الساخنة فيها وابتلاع اللحم . أما الثلاثة أو الأربعة الذين رفضوا فقد تم تقطيعهم بكل بساطة، مما دفع الآخرين إلى الامتثال. في النهاية، مات دوزا بسبب المحنة، بينما تم إطلاق سراح المتمردين الذين أطاعوا وتركوا بمفردهم.
تم قمع الثورة ولكن تم تعذيب حوالي 70 ألف فلاح.  ساعد إعدام جيورجي والقمع الوحشي للفلاحين بشكل كبير في الغزو العثماني عام 1526 حيث لم يعد المجريون شعبًا متحدًا سياسيًا ورفض الفلاحون الخدمة العسكرية ضد العثمانيين. وكانت النتيجة الأخرى هي إنشاء قوانين جديدة، وهي الجهود التي بذلت في البرلمان المجري بقيادة استفان ويربوتشي . وقد عمل النظام الثلاثي الناتج على تعزيز الحقوق القديمة للفلاحين، ولكنه عزز أيضًا إلى حد كبير مكانة النبلاء الأدنى (الطبقة الأرستقراطية)، وأقام ستارًا حديديًا بين المجريين حتى عام 1848 عندما تم إلغاء نظام العبودية .

## إرثه

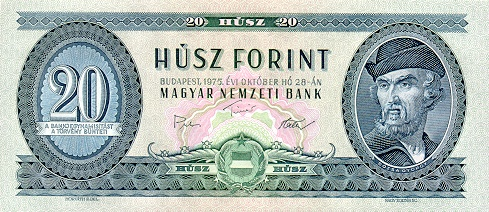
صورة دوزا على الورقة النقدية السابقة من فئة 20 فورنت.

وقد زعم التأريخ المتحيز في كثير من الأحيان للنبلاء في وقت لاحق أن ذكرى جيورجي دوزا كانت بمثابة نموذج يحتذى به لانتفاضات الفلاحين الكبرى الأخرى على أراضي التاج المجري، مثل ثورة يوفان من تشيرني، التي وقعت بعد اثني عشر عامًا فقط من حرب دوزا، وانتفاضة الفلاحين في كرواتيا بقيادة أمبروز جوبيك في عامي 1572 و1573.
اليوم، في موقع استشهاد العرش الساخن، يوجد نصب تذكاري للسيدة مريم العذراء ، بناه المهندس المعماري لازلو سيكيلي والنحات جيورجي كيس . وفقًا للأسطورة، أثناء تعذيب جيورجي دوزا، رأى بعض الرهبان في أذنه صورة مريم. أقيم التمثال الأول في عام 1865، وتم تشييد النصب التذكاري الفعلي في عام 1906. مؤلف الأوبرا المجري فيرينك إركيل كتب عنه أوبرا بعنوان Dózsa György .
وقد تم استلهام صورته الثورية وخلفيته الترانسلفانية خلال النظام الشيوعي لجورج جورجيو ديج . لقد تم التقليل من أهمية المكون المجري لحركته، ولكن تم التأكيد على طابعها القوي المناهض للإقطاع. 
في بودابست، تحمل ساحة وشارع مزدحم مكون من ستة حارات ومحطة مترو اسمه، وهو أحد أكثر أسماء الشوارع شعبية في القرى المجرية. تم تسمية عدد من الشوارع في العديد من مدن رومانيا باسم جورجي دوجا . كما تم تسمية عدد من الشوارع في العديد من مدن صربيا باسم "Ulica Doža Đerđa". تم إصدار طابعين بريديين تكريما له من قبل المجر في 12 يونيو 1919 وفي 15 مارس 1947، وكان الأخير ضمن سلسلة "الثوريين الاجتماعيين".